# Q-Tip
Kamaal Ibn John Fareed (New York, 10 april 1970), geboren als Jonathan Davis en beter bekend onder zijn artiestennaam Q-Tip, is een Amerikaanse rapper. Hij is een van de oprichters van rapgroep A Tribe Called Quest. Vanwege zijn karakteristieke stemgeluid en zeer natuurlijke flow is hij een van de meest herkenbare rappers van de jaren negentig.
Al tijdens zijn betrokkenheid bij A Tribe Called Quest werd hij zeer regelmatig gevraagd voor raps in de liedjes van anderen. Enkele bekende voorbeelden hiervan zijn "Groove Is in the Heart" van Deee-Lite, "Got 'Til It's Gone" van Janet Jackson, naast talrijke nummers van bevriende hiphopartiesten als De La Soul en de Beastie Boys.
In 1990 bekeerde hij zich tot de islam en veranderde hij zijn naam van Jonathan Davis naar Kamaal Ibn John Fareed.
Na het uit elkaar gaan van A Tribe Called Quest debuteert Q-Tip in 1999 met het soloalbum "Amplified", dat ondanks goede recensies en een tweetal hitjes met "Breathe And Stop" en "Vivrant Thing" weinig indruk maakt op het platenkopende publiek.
Eind 2004 werkte Q-Tip samen met The Chemical Brothers aan "Push the button", dat begin 2005 uitkwam. Hij verleende zijn stem aan de eerste release-single van het album "Galvanize". Tevens leverde hij in 2004 een bijdrage aan de track 'The Outsiders' op het album Around The Sun van R.E.M.
Op 4 november 2008 kwam Q-Tip met een nieuw soloalbum, genaamd "The Renaissance". De eerste single hiervan, "Gettin' Up", behaalde bescheiden succes en was in Nederland te zien op MTV. Het album bevat diverse samenwerkingen met onder anderen Norah Jones en D'Angelo. 
Op 15 september 2009 verscheen "Kamaal The Abstract". Het album had eigenlijk in 2002 uit moeten komen, maar werd door zijn toenmalige platenmaatschappij Arista niet uitgebracht omdat ze twijfelden aan de commerciële potentie ervan. Op het album verkent Q-Tip zijn jazz-invloeden, en het bevat elementen van rock, pop en hiphop.
Q-Tip wordt zowel binnen als buiten de hiphopscene gezien als een kwaliteitsmuzikant die veel invloed heeft gehad op veel MC's vandaag de dag.

## Discografie

### Albums
- Amplified (1999)
- The Renaissance (2008)
- Kamaal/The Abstract (2009)
- The Abstract & The Dragon (2013)

### Filmografie
- Poetic Justice (1993)
- Love Goggles (1999)
- Disappearing Acts (2000)
- Prison Song (2001)
- Brown Sugar (2001)
- She Hate Me (2004)
- Cadillac Records (2008)
- Holy Rollers (2010)

### Singles
| Single met eventuele hitnotering(en) in de Nederlandse Top 40 | Datum van verschijnen | Datum van binnenkomst | Hoogste positie | Aantal weken | Opmerkingen                                                                           |
| ------------------------------------------------------------- | --------------------- | --------------------- | --------------- | ------------ | ------------------------------------------------------------------------------------- |
| Got 'til It's Gone                                            | 1997                  | 04-10-1997            | 6               | 8            | met Janet & Joni Mitchell                                                             |
| Get Involved                                                  | 1999                  | 05-06-1999            | tip19           |              | met Raphael Saadiq                                                                    |
| Breathe and Stop                                              | 1999                  | 18-03-2000            | tip20           |              |                                                                                       |
| Galvanize                                                     | 2005                  | 29-01-2005            | 10              | 8            | met The Chemical Brothers                                                             |
| Meltdown                                                      | 2014                  | 29-11-2014            | tip12           | -            | Soundtrack The Hunger Games: Mockingjay - Part 1 / met Stromae, Lorde, Pusha T & Haim |

| Single met hitnotering(en) in de Vlaamse Ultratop 50 | Datum van verschijnen | Datum van binnenkomst | Hoogste positie | Aantal weken | Opmerkingen                         |
| ---------------------------------------------------- | --------------------- | --------------------- | --------------- | ------------ | ----------------------------------- |
| Got 'til It's Gone                                   | 1997                  | 11-10-1997            | 23              | 11           | met Janet & Joni Mitchell           |
| Bang Bang Bang                                       | 2010                  | 31-07-2010            | tip3            | -            | met Mark Ronson & The Business Intl |
| A Little Party Never Killed Nobody (All We Got)      | 2013                  | 15-06-2013            | tip5            |              | met Fergie & GoonRock               |

- Bibsys: 12052974
- Bibliothèque nationale de France: cb140130626 (data)
- Gemeinsame Normdatei: 139760342
- International Standard Name Identifier: 0000 0001 2022 1642
- Library of Congress Control Number: no97059358
- MusicBrainz: b3c94036-6166-41d2-91a2-dc3a0b5fa188
- Nationale Bibliotheek van Tsjechië: xx0136181
- Nationale Bibliotheek van Israël: 987007413773505171
- Istituto Centrale per il Catalogo Unico: RAVV462810
- Virtual International Authority File: 21751868